# Frederic William Goudy
Frederic William Goudy (Bloomington, Illinois, 1865 – Marlborough, Nueva York, 1947) fue un tipógrafo estadounidense, considerado uno de los tipógrafos más prolíficos, ya que diseñó alrededor de 124 tipografías. Entre sus creaciones se encuentran las conocidas tipografías Copperplate Gothic y Goudy Old Style. En 1933, el New Yorker describió a Frederic William Goudy como “el glorificador del alfabeto”.
Goudy perteneció a una generación de tipógrafos, de la que también formaban parte D. B. Updike, B. Rogers o W. A. Dwiggins, que hizo resurgir la imprenta americana y realizó grandes aportaciones en el campo de la tipografía.

## Biografía

### Primeros años
Frederic W. Goudy nació el 8 de marzo de 1865 en Bloomington, Illinois. En 1883 se graduó en la Shelbyville High School. Antes de descubrir su vocación de tipógrafo y su interés por el mundo editorial, trabajó en varias ciudades ejerciendo una serie de profesiones ajenas al diseño gráfico (contable, registrador, etc).
En 1889 Goudy se trasladó a la ciudad de Chicago, donde trabajó como oficinista en una librería local. “Allí se fue aficionando a las ediciones singulares que llegaban de Inglaterra, entre las cuales figuraban los libros de William Morris editados en su artesana Kelmscott Press, así como los de Doves, Eragny y Vales, entre otros”. Más tarde aceptó un puesto en el departamento de libros curiosos de la editorial A.C. McClurg. De esta forma tuvo la oportunidad de entrar en contacto con las mejores imprentas inglesas del momento, entre las que se encontraban las ya citadas, Kelmscott, Doves, Eragny y Vale.
Durante estos primeros años, 1889-1903, fundó la revista Modern Advertising, de la que se publicaron muy pocos números, pero que le animaría a crear un taller tipográfico. En 1895, funda, con Lauren C. Hooper, una imprenta a la que llamaron Camelot Press. En esta nueva empresa editaron la revista Chap-Book, que solo se publicó durante un año.

### Fundación de Village Press
En 1903, Goudy y su esposa Bertha, asociados con Will H. Ranson, fundaron Village Press en Park Ridge, Illinois. Un ensayo dedicado al tipógrafo William Morris, fundador de la Kelmscott Press y gran impulsor de las artes visuales en Inglaterra, fue el primer trabajo publicado. Cinco años después, un incendio arrasó la empresa y Goudy tuvo que volver a trabajar como registrador durante un corto periodo de tiempo. En 1916 impartió docencia en la Asociación de Estudiantes de Arte.
Después de la I Guerra Mundial, Village Press resurgió en Forest Hall. En 1920, Goudy ya había diseñado 40 tipografías. Este año fue nombrado Director de Arte de Lanston Type Co, donde trabajó durante tres décadas.
En 1924 se instaló definitivamente en Marlborough-on-Hudson, Nueva York, donde trasladó la editorial. Goudy estaba molesto con la manera en que las fundiciones comerciales trasladaban mecánicamente sus dibujos hechos a mano para producir tipos; para poder controlar todo este proceso, en 1925 creó su propia fundición de tipos. Tras la muerte en 1927 de Robert Wiebkins, que había cortado la mayoría de las matrices de sus tipos, será él mismo quien realice esta parte del proceso. Además de hacerse cargo de su negocio y de su labor en la Compañía Lanston, también ejerció como profesor universitario durante dos años.

### Últimos años
Village Press permaneció en activo hasta 1938-39, cuando sufrió un nuevo incendio que destruyó la editorial, el estudio de diseño y grabado de tipos, la fundición, el taller de composición, la imprenta y el taller de encuadernación. Quedó inutilizada toda la maquinaria, y se quemaron todos los dibujos de Goudy.
Según el propio Goudy, tanto la continuidad como los logros de esta empresa, se habían debido a su esposa y compañera de trabajo, Bertha Goudy. En el libro El alfabeto y los principios de rotulación de Frederic William Goudy, de 1942, Goudy le dedica las siguientes palabras:

Esposa, amiga, compañera y colaboradora, con sincero agradecimiento por su inagotable paciencia, sus consejos, su inteligencia y su maestría, el autor le dedica cariñosamente este libro
Goudy (1992)

Después de este nuevo incendio, el tipógrafo no intentó volver a poner en pie Village Press, sino que optó por centrarse en sus inquietudes creativas: la creación de tipos, la lectura y la escritura. En 1940 obtuvo la cátedra de caligrafía de la Universidad de Siracusa. Ese mismo año dejó su cargo como director de Lanston y abandonó su vida profesional.
Frederic William Goudy falleció en Marlborough (Nueva York, EE. UU.) en 1947, a la edad de 82 años en su casa junto al río Hudson. Ese mismo año había inaugurado una exposición antológica sobre su trabajo en la Biblioteca del Congreso de Washington. Hoy en día se le considera uno de los tipógrafos americanos más prolíficos, ya que diseñó alrededor de 124 tipos diferentes.

## La tipografía en la época de Frederic W. Goudy
Tras un siglo XIX lleno de avances en la industria, pero pobre en sus logros en el diseño tipográfico, se inicia en el siglo XX un período muy creativo. El desarrollo del mundo editorial en general, y en particular el de la prensa, abren un nuevo campo de experimentación para los diseñadores de tipos eficaces, legibles y bellos. Una serie de nombre propios comienzan a destacar en el mundo de la tipografía: Morris F. Benton, Stanley Morison, Eric Gill, Ed Benguiat, W. A. Dwiggins, Paul Renner, Imre Reiner, A. M. Cassandre, Lucien Bernhard, Oswald Cooper y Frederic W. Goudy, entre otros.
En Europa, los movimientos Der Stijl, Bauhaus y el Constructivismo Soviético, insistieron en la recuperación y desarrollo de los caracteres sin serifa. Esto se debía no solo a que se correspondían con su interés por la estética funcional y mecanicista por la que estos movimientos abogaban, si no a que también respondían a su propio discurso idelógico. De este grupo de tipos sin serifa podríamos nombrar la Futura de Paúl Renner, como tipo representativo de los principios estéticos de la Bauhaus, la Franklin Gothic y News Gothic, ambas de Morris F. Benton y la Gill Sans que creó Eric Gill en 1930.
Al mismo tiempo, en EE. UU., una generación de tipógrafos, cuyo representante inicial era D. B. Updike, hizo resurgir la imprenta americana y realizó grandes aportaciones en el campo de la tipografía. A este grupo perteneció Goudy con la realización de tipos como los ya citados Copperplate o Goudy Old Style. Otras figuras relevantes de este grupo fueron Bruce Rogers, Will Ransom, T. M. Cleland y Frederic Warde. Por último cabe nombrar a W. A. Dwiggins, quince años menor que Goudy, que empezó su carrera siguiendo sus pasos, primero como alumno de sus clases de rotulación en Chicago y trabajando en la imprenta Village Press de Goudy. Más adelante tendría la oportunidad de formarse como calígrafo y se convertiría en un gran defensor de la pluma fina y flexible que se usaba para la caligrafía inglesa.

## Producción tipográfica
El número de fuentes que diseñó F. W. Goudy varía según el estudio que consultemos, aunque podemos situarlo entre 116 y 124 tipos. La mayoría eran tipos para fines publicitarios, pero también diseñó tipografías para texto. Muchos de sus diseños constituían variaciones de modelos históricos.“ En el fondo, Frederic William Goudy fue, por encima de todo, un perfeccionista, tratando de hallar en una búsqueda infatigable el ideal de los tipos romanos”, aunque no trataba de recrearlos con absoluta fidelidad.
Un ejemplo de su manera de trabajar podría ser el caso del tipo Garamont, creado en 1921 para la Compañía Lanston. Este proyecto consistió en diseñar una nueva versión de la tipografía Garamond a partir de los originales de 1540 del tipógrafo francés Claude Garamond.
A pesar de que actualmente Frederic W. Goudy es un tipógrafo reconocido, para algunos compañeros de profesión contemporáneos (interesados en la reproducción de modelos históricos con total fidelidad), su trabajo adolecía de cierta falta de gusto. Stanley Morison, autor de la Times New Roman, se esforzaba por producir tipos que estuvieran dotados de “la virtud de no parecer que hubiesen sido diseñados por nadie en particular. El Sr. Goudy, por ejemplo, ha diseñado todo un siglo de tipos de aspecto peculiar...”.

### La primera tipografía
En 1897 diseñó la primera de sus fuentes, Camelot Old Style (ejemplo) que vendió a la Dickinson Type Foundry por diez dólares.

### Copperplate Gothic

Diseñada en 1901 para la American Type founders (ATF), para aplicar a la papelería y los impresos comerciales de la misma. Sus trazos poseen una sutil inflexión que le aportan un dinamismo que no poseen las tipografías de palo seco de grosor constante.
Originalmente estaba compuesta únicamente por caracteres en mayúscula, los sucesivos pesos aparecidos después del diseño de Goudy fueron obra de Clarence C. Marder. Hoy en día existe un gran número de versiones realizadas por distintas fundiciones.
Todavía se crean debates y opiniones sobre esta tipografía, como el publicado por Herminio Javier Fernández en 2008: ¿Es posible amar a la Copperplate Gothic Bold?

Incapaz de causar indiferencia, la blogosfera se divide entre la masiva multitud que afirma odiarla con todas sus fuerzas (aunque I Hate Copperplate Blogspot demuestra con una interminable documentación gráfica que su empleo en las marcas de cerveza, tabaco y quesos norteamericanas sigue siendo masiva por los diseñadores del país), y los pocos que manifiestan, con igual entrega, su amor sin límites por ella; aunque, todo hay que decirlo, es muy difícil tomarse en serio una web como I Love Copperplate Gothic, que bajo el lema ˝Dios creó primero la Copperplate Gothic Bold, y después al hombre˝, últimamente anda empeñada en rediseñar la gráfica de la campaña de Barack Obama

Al final del artículo, Fernández enumera una serie de enlaces de interés sobre la Copperplate Gothic. Para los amantes de esta tipografía encontramos el blog I love Copperplate Gothic (enlace roto disponible en Internet Archive; véase el historial, la primera versión y la última).; para los que la aborrecen I Hate Copperplate Blogspot; y, finalmente, para los que no se posicionan ni a favor ni en contra, el autor nos recomienda la lectura de  “Dr. Copperplate and Mr.Gothic”, publicado en el blog Under Consideration.

### Goudy Old Style

Su creación más reconocida es la tipografía Goudy Old Style, que se convirtió en un clásico al momento. También conocida simplemente como Goudy, es un tipo de letra con serifa clásica creado por Frederic W. Goudy para la American Type Founders (ATF) en 1915.
Podemos observar una aplicación de la tipografía Goudy Old Style en la revista Harper's Magazine (http://www.harpers.org/).
El tipo Goudy Old Style ha ido renovándose, rediseñándose y reinterpretándose a lo largo de los años. A continuación podemos ver las variantes aparecidas en orden cronológico:
- Goudy Old Style (1915), diseñada por Frederic Goudy.
- Goudy Cursive (1916), diseña por Frederic Goudy.
- Goudy Bold (1916), diseñada por Morris Fuller Benton.
- Goudy Old Style Italic (1918), diseñada por Frederic Goudy.
- Goudy Title (1918), diseñada por Morris Fuller Benton.
- Goudy Bold Italic (1919), diseñada por Morris Fuller Benton. La versión de The Lanston Monotype de las itálicas incluía capitales en cursiva diseñadas por Sol Hess.
- Goudy Catalog (1919) y Goudy Catalog Italic (1921), fueron diseñadas por Morris Fuller Benton.
- Goudy Handtooled + Italic (1922), eran versiones en línea de la Goudy Bold + Italic y fueron diseñadas probablemente por Charles H. Becker, aunque algunos atribuyen su autoría a Morris Fuller Benton o a Wadsworth A. Parker. De nuevo, Lanston Monotype la versión itálica incluye mayúsculas por Sol Hess.
- Goudy Heavy Face Open (1926, Lanston Monotype) y Goudy Heavy Face Condensed (1927, Lanston Monotype), fueron diseñadas por Sol Hess.
- Goudy Extra Bold + Italic (1927), fueron una extensión de las series anteriores realizadas por Morris Fuller Benton.
- Goudy Old Style Infant, que incluye variantes de las letras a y g en itálica, negrita e itálica. Esta tipografía se utiliza a menudo en publicaciones infantiles.

## Publicaciones

### Libros
Goudy también se dedicó a la publicación de reflexiones y críticas en torno al diseño de letras; en muchas ocasiones utilizó imágenes de sus propias creaciones como ejemplo para reforzar sus escritos.

O quizá fuera debido a que la tipografía y Willian F. Goudy eran una misma cosa. Eso es al menos lo que se deduce de una frase ambigua y misteriosa con la que se definió ante Melbert B. Cary en A Bibliography of the Village Press: ˝Yo soy la tipografía˝. Investido de tan alta autoridad, no dudaba en lanzar apocalípticas condenas a lo ineptos, como los que espacian alegremente los tipos de caja baja: ˝Más les valiera dedicarse a cuidar ovejas que a espaciar tipos en caja baja
Satué, Enric (2007, p. 176)

#### The Alphabet(El alfabeto, 1908)
La obra El Alfabeto, junto con Principios de rotulación, fueron revisadas y publicadas juntas por Goudy en 1942. A lo largo de sus páginas el autor no tiene otra intención que “poner en manos del lector su secreto, hecho de estudio, atención al detalle y silencio creativo”.
Para finalizar el libro encontramos las 27 láminas que originariamente constituían los famosos Principios de Rotulación. Cada una de estas láminas consta de 15 formas de una letra de la A hasta la Z, lo que constituye una recopilación de formas tipográficas en torno a las mayúsculas de la columna trajana. Cada estilo está acompañado de una explicación de su historia y origen, así como notas sobre los elementos básicos de su diseño.

#### Otros
- The Trajan Capitals, Oxford University Press, 1936
- The Alphabet and Elements of lettering, University of California Press, 1952
- Typologia, University of California Press, 1940
- A Half-Century of Type Design & Typography 1895-1945, Typophile Cahpbooks XIII and XIV, 1946

### Revistas especializadas
- Typographica: A Pamphlet Devoted to Typography and Lettering Design (Typographica: un panfleto dedicado a la tipografía y el diseño de letras)
- Ars Typographica

### La películaDel diseño a la impresión
En 1930, Goudy aparece en la película muda Del diseño a la impresión, trabajando en su tipografía Goudy Saks. Durante los diez minutos que dura la película podemos ver al tipógrafo durante todo el proceso de creación de tipos —desde los primeros dibujos a lápiz y tinta hasta las primeras pruebas.

### El texto I Am Type(Yo soy el tipo)
El escrito I am type o Yo soy el tipo, (también llamado The Type Speaks o Habla el tipo), forma parte de uno de los pliegos sueltos que compuso e imprimió a mano en su imprenta Village Press de Marlborough, Nueva York.

¡Yo soy el tipo! De mis más remotos ancestros no quedan historia ni vestigios. Los símbolos cuneiformes estampados en arcilla plástica en el borroso pasado por los constructores babilonios me preanunciaron. Desde ellos, pasando por los jeroglíficos de los antiguos egipcios, las inscripciones lapidarias de los primeros romanos, hasta las hermosas letras de los escribas del Renacimiento, estuve en formación. Juan Gutenberg fue el primero que me forjó en metal. De su pensamiento fortuito, que deambulaba por una fantasía perezosa —un sueño dorado—, nació el profundo arte de la impresión con tipos móviles. Frío, rígido, implacable puedo ser, y aun así la primera estampa de mi carácter llevó la Palabra Divina a millares y millares. Traigo a la luz del día los preciosos tesoros del conocimiento y la sabiduría que durante tanto tiempo yacieron ocultos en la tumba de la ignorancia. Acuño para ustedes el cuento encantador, la reflexión del filósofo y la visión del poeta. Les permito intercambiar las fastidiosas horas que por momentos acosan a todos por dulces y felices horas con libros: urnas doradas repletas de todo el maná del pasado. En los libros presento una porción de la mente eterna apresada en su progreso por el mundo, grabada en un instante y conservada para toda la eternidad. Por medio de mí, Sócrates y Platón, Chaucer y los bardos se convierten para ustedes en amigos leales que siempre los rodean y los auxilian. Yo soy el ejército plomizo que conquista el mundo: ¡YO SOY EL TIPO!

## Epílogo
La relevancia de Frederic W. Goudy en el desarrollo de la tipografía en el siglo XX se pone de manifiesto en el siguiente párrafo:

Tras un diecinueve de progresivo deterioro tipográfico, Frederic William Goudy [Estados Unidos, 1865-1947] encabeza —junto con William Morris en Inglaterra— la lista de un nutrido grupo de diseñadores y estudiosos que devolvieron a la tipografía el valor que en otros tiempos había tenido. Volviendo la vista a modelos que habían sido utilizados por los tipógrafos, y no a la tipografía en sí, diseñó un gran número de ojos tipográficos —muchos de los cuales todavía perviven— en los que queda atrapada la viveza y el rigor de sus originales
Goudy (1992, Nota a la presente edición)